# アミントレ・ファンファーニ

アミントーレ・ファンファーニ（右端）

アミントレ・ファンファーニ（イタリア語: Amintore Fanfani、1908年2月6日 - 1999年11月20日）は、イタリアの政治家、経済学者（経済史及び経済学史）。
首相（第9・13・16・17・41・44代）、労働社会政策相、外相、元老院（上院）議長、元老院議員、キリスト教民主主義書記長。

## 略歴

### 政界前
イタリア中部の小都市、ピエーヴェ・サント・ステーファノで生まれた。その後ミラノのサクロ・クオーレ・カトリック大学に進学し、卒業後は同大学やローマ大学教授などを歴任した。

### DC結党に参加
第二次世界大戦中の1942年、イタリア大学カトリック教徒連合（Federazione Universitaria Cattolica Italiana）の一員として、旧イタリア人民党のアルチーデ・デ・ガスペリらと共に、戦後のイタリアで大きな勢力を誇った「キリスト教民主主義」（Democrazia Cristiana）の結党に参加。
1946年6月に発足した憲法制定議会（Assemblea Costituente della Repubblica Italiana）の議員に選出される。翌1947年5月、第4次デ・ガスペリ内閣の労働・社会保障相として初入閣。

## 6度の首相,2度の党首,3度の上院議長,そして国連総会議長

### 第一次内閣
1953年8月にアルチーデ・デ・ガスペリが退陣し、ジュセッペ・ペッラが後継首相となったが翌年1月に辞任した。ファンファーニはその後継として1月19日に首相となったが、信任決議案が下院で否決され辞任を余儀なくされた。23日間という短さはイタリア共和国史上最短である。同年2月10日にマリオ・シェルバが中道政権を率いることとなった。

### 一期目の党首
首相退任後の1954年6月にアルチーデ・デ・ガスペリの後任としてキリスト教民主主義の党首となった。ファンファーニは1959年3月まで在任することになる。

### 第二次内閣
1958年イタリア総選挙の後にアドネ・ツォーリが辞任し、ファンファーニが首相となった。イタリア民主社会党との連立で今回は両院の信任を得ることができた。しかし、彼は権力の集中化を狙ったが、シェルバやアンドレオッティ党内の保守派が反発し、採決であからさまな造反劇を起こした。その結果翌年1月にファンファーニは辞任を余儀なくされた。2月16日にアントニオ・セーニが後任の首相に就任した。

### 党首辞任
その後ファンファーニは1959年3月に党首を辞任した。後任は党内中道左派のアルド・モーロとなった。

### 第六次内閣
1980年代もスパドリーニ政権（1982年）、第2次クラクシ政権（1987年）の総辞職を受けてショートリリーフ的に首相に就くなど活躍したものの、タンジェントポリを契機とするDCの衰勢を食い止めることは出来ず、ファンファーニは1994年1月のDC解党を見届けた。
1999年11月20日にローマの病院で91歳で死去し、国葬が行われた。

## 評価
冷戦下におけるイタリア国政への貢献は多大であったとの評価もある一方、ライバルと言われていたジュリオ・アンドレオッティと同様にあまりに長く権力の座に留まったことや、そのためもあり現役時代にマフィアなどの犯罪組織との癒着が度々噂されるなど、その評価は大きく分かれる。